# Науру (остров)
Нау́ру (англ. Nauru) — коралловый остров в западной части Тихого океана на юге Микронезии. Площадь острова — 21,3 км². Согласно оценке июля 2007 года, численность населения Республики Науру составляла 13 528 человек, в том числе мужчин — 6763, а женщин — 6765 чел.. Науру является сравнительно редким типом кораллового острова — поднятым атоллом. В центральной части острова расположено слегка солоноватое пресноводное озеро Буада, являющееся остатком древней лагуны. На севере острова находится также группа небольших озёр Анабар.
Остров Науру находится в 42 км к югу от экватора. Ближайший остров — Банаба — располагается в 306 км к востоку от Науру и относится к республике Кирибати. В 1968 году остров провозглашён независимым государством, которое является самой маленькой независимой республикой на Земле.
Единственными экономически значимыми природными ресурсами Науру являются фосфаты, образующиеся из месторождений гуано на протяжении тысячелетий и рыболовство, особенно ловля тунца.

## Геология Науру
Остров Науру расположен в Тихом океане на Тихоокеанской плите, которую пересекает срединно-океанический хребет возрастом 132 млн л. С середины эоцена (35 млн л. н.) по олигоцен вследствие подводной вулканизации образовалась гора высотой 4300 м, состоящая из базальта.
Науру движется со скоростью 104 мм в год в северо-западном направлении.
Ручьёв и рек на острове нет. Воду туда доставляют в качестве балласта на судах, возвращающихся за грузами фосфатов.
Пресная вода может быть найдена на озере Буада, а также в некоторых солоноватых прудах у основания откоса в Иджуве и Анабаре на северо-востоке. На юго-востоке острова в пещере Мокуа находится подземное озеро.

## Крайние точки

### Широта и долгота
- Север: мыс Анна.[6]

- Юг: южная часть взлетно-посадочной полосы в международном аэропорту Науру.
- Запад: Побережье возле консольных сооружений в районе Айво.
- Восток: мыс Июв.

### Высота над уровнем моря
- Самая высокая точка — Комманд-Ридж (71 м.).[7]
- Самая низкая точка — Озеро Буада (0 м.).